# Zbigniew Turski
Zbigniew Turski (født 21. juli 1908 i Konstancin, død 6. januar 1979 i Warsawa) var en polsk komponist, dirigent og musikproducent.
Turski studerede komposition og direktion på Musikkonservatoriet i Warszawa.
Han var musikproducer på Polsk Radio og dirigerede som freelancedirigent.
Turski har skrevet tre symfonier, orkesterværker, operaer, kammermusik, violinkoncert, balletmusik, vokalværker etc.
Han var med til at etablere det Polsk-baltiske filharmoniorkester i 1945, og han kom senere til at undervise i komposition.
Han deltog i OL 1948 i kunstkonkurrencerne, hvor han stillede op i den åbne konkurrence for orkesterkompositioner med sin anden symfoni, Sinfonia Olimpica, og her vandt han guld; finske Kalervo Tuukkanen vandt sølv og danske Erling Brene bronze. I anledning af OL 1960 i Rom blev der udgivet en serie polske frimærker med polske olympiske guldvindere, og et af disse (2,50 złoty) bar Turskis portræt.

## Udvalgte værker
- Symfoni nr. 1 Kammersymfoni (1947) - for orkester
- Symfoni nr. 2 Sinfonia Olimpica (1948) - for orkester
- Symfoni nr. 3 (1955) - for orkester